# Dauno
Dauno (in greco antico: Δαῦνος?, Dàunos) è nella mitologia greca e romana il re eponimo dei Dauni.

## Genealogia
Dauno era figlio di Licaone, re dell'Arcadia, e fratello di Enotro e Peucezio. Sua figlia Evippe andò in sposa a Diomede per via del suo apporto nella guerra contro i Messapi.

## Mitologia
Come Diomede e altri personaggi della mitologia greca che abbandonarono la Grecia per trovare fortuna altrove, Dauno è entrato a far parte della mitologia italica, in particolare quella pugliese. Dauno sbarcò sulle coste della Puglia scacciò gli Ausoni e qui fondò nuove città.
Secondo l'Eneide, Dauno era re dei Rutuli ma abdicò in favore di suo figlio Turno, massimo antagonista di Enea nella guerra fra italici e troiani.

## Letteratura
Strabone ci riferisce di Dauno:
(Strabone, IV)
Anche il poeta latino Orazio ci parla di Dauno:
e laddove povero di acqua Dauno regnò

su popoli agresti, che io, [divenuto] da umile grande,

per primo ho trasferito la poesia eolica nelle

modulazioni italiche.»